# Torymus genisticola
Torymus genisticola är en stekelart som beskrevs av Ruschka 1921. Torymus genisticola ingår i släktet Torymus och familjen gallglanssteklar. Arten är reproducerande i Sverige. Inga underarter finns listade i Catalogue of Life.